# Mat van Tienen
Mat van Tienen (Tegelen, 5 augustus 1944) is een voormalig Nederlands voetballer die tijdens zijn profloopbaan uitsluitend voor FC VVV uitkwam.
Voor aanvang van het seizoen 1966-67 werd Van Tienen samen met clubgenoot Boy Nijholt door FC VVV overgenomen van Tiglieja. Op 14 augustus 1966 maakte de aanvaller er zijn competitiedebuut in een thuisduel tegen EDO (3-0). Twee seizoenen later keerde hij terug naar de amateurs, waar hij nog enkele jaren zou uitkomen voor onder meer RFC Roermond en SV Victoria. Na zijn spelersloopbaan was hij als trainer in het amateurvoetbal onder meer werkzaam bij RIOS '31, SV Victoria, DESM, RKMSV en SV Grashoek.

## Clubstatistieken
| Seizoen         | Club            | Competitie      | Competitie | Competitie | Beker | Beker | Overige | Overige | Totaal | Totaal |
| Seizoen         | Club            | Competitie      | Wed.       | Dlp.       | Wed.  | Dlp.  | Wed.    | Dlp.    | Wed.   | Dlp.   |
| --------------- | --------------- | --------------- | ---------- | ---------- | ----- | ----- | ------- | ------- | ------ | ------ |
| 1966/67         | FC VVV          | Tweede divisie  | 4          | 0          | —     | —     | —       | —       | 4      | 0      |
| 1967/68         | FC VVV          | Eerste divisie  | 2          | 0          | 0     | 0     | 0       | 0       | 2      | 0      |
| Carrière totaal | Carrière totaal | Carrière totaal | 6          | 0          | 0     | 0     | 0       | 0       | 6      | 0      |